# ハードテック
ハードテック (HARDTEK) とは、フランスを中心としたヨーロッパのフリーパーティーを発祥とするテクノの一つであり、トライブ (TRIBE) とも呼称される。
アーティスト、レーベル共にフランスが圧倒的多数を占めるが、現在ではヨーロッパ全土で活発に制作されている。

## 概要
一般的にはBPM160～200のバスドラムの反復のビートの上に、ベースラインやメロディが乗るスタイルである。
ハウス、トランス、ジャングル、ブレイクビーツ、ドラムンベース、ハッピーハードコア、ガバ、アシッドテクノ、ヒップホップ、レゲエ、ファンク、ソウルミュージック、カートゥーン音楽等、多岐にわたる音楽ジャンルのサンプリングを切り貼りし使用している。
数多くの音楽的な要素が含まれている為、1つの視点よりハードテック (Hardtek)/トライブ (TRIBE) のサウンドを表現することが困難である。
ハードテック (Hardtek)/トライブ (TRIBE) はフリーテクノフェスティバル「TEKNIVAL」でイベント主催者やDJの多くが作っていた音楽が進化したものとされる。
TEKNIVALは1993年8月23日、Crystal distortion、69db、Ixindamix、DjTal (Jeff23)、Curley、Meltdown Mickey、Kaos23、Alan等からなるSpiral tribe（Spiral tribeのメンバーの多くはNetwork23に所属）というSound systemを中心に開催され、ブレイクビーツ、テクノ、ジャングルを主とした様々なダンスミュージックが流された。
日本では2006年よりTEKNIVAL-JPNが開催されている。

## 主なアーティスト
- SPIRAL TRIBE
- CRYSTAL DISTORTION
- 69DB
- FKY
- IXINDAMIX
- DESERT STORM
- OKUPE
- GOTEK
- MAT WEASEL BUSTERS
- KEYGEN KAOTIC
- MSD
- FRV 100
- ROMS a.k.a. HARRY POTAR
- SUBURBASS
- FLOXYTEK
- BILLX
- NARKOTEK SOUNDSYSTEM
- Heretik System
- Neurokontrol
- Tanukichi
- Loctek
- LOLIPO
- Salena

## 関連記事
- テクノ
- ハードコアテクノ
- レイブ
- en:Sound system#Freetekno/Free Party